# Phaonia jiulongensis
Phaonia jiulongensis este o specie de muște din genul Phaonia, familia Muscidae, descrisă de Xue, Tong și Wang în anul 2008.
Este endemică în Sichuan. Conform Catalogue of Life specia Phaonia jiulongensis nu are subspecii cunoscute.